# Joel Hofer
Joel Hofer (* 30. Juli 2000 in Winnipeg, Manitoba) ist ein kanadischer Eishockeytorwart, der seit März 2019 bei den St. Louis Blues in der National Hockey League (NHL) unter Vertrag steht. Mit der kanadischen Nationalmannschaft gewann er die Goldmedaille bei der Weltmeisterschaft 2023.

## Karriere
Joel Hofer wurde in Winnipeg geboren und spielte in seiner Jugend für die Pursuit of Excellence Hockey Academy in Kelowna. Zur Saison 2017/18 wechselte er in die Western Hockey League (WHL), die ranghöchste Juniorenliga seiner Heimatprovinz, zu den Swift Current Broncos. Bereits in seiner Debütsaison gewann er mit dem Team die WHL-Playoffs um den Ed Chynoweth Cup und nahm daher auch am Memorial Cup 2018 teil, wo das Team jedoch in der Vorrunde ausschied. Mit einer Fangquote von 91,4 % in 19 Einsätzen als Rookie empfahl er sich auch für den NHL Entry Draft 2018, in dem ihn die St. Louis Blues an 107. Position auswählten. Vorerst lief der Kanadier jedoch weiterhin in der WHL auf, wobei ihn die Broncos Mitte der Spielzeit 2018/19 an die Portland Winterhawks abgaben. Im März 2019 unterzeichnete er dann einen Einstiegsvertrag bei den St. Louis Blues und gab für deren Farmteam, die San Antonio Rampage, sein Profidebüt in der American Hockey League (AHL). Anschließend kehrte er für eine weitere Spielzeit zu den Winterhawks zurück, wobei er nach 34 Siegen in 48 Partien und einem Gegentorschnitt von 2,49 im WHL West Second All-Star Team berücksichtigt wurde.
Zur Saison 2020/21 wechselte Hofer fest in die Organisation der Blues, spielte in der verkürzten Spielzeit jedoch nur in zehn Partien für die Utica Comets, da die Springfield Thunderbirds als regulärer Kooperationspartner der Blues den Spielbetrieb aussetzten. In Springfield wiederum verbrachte er anschließend den Großteil der Saison 2021/22 und debütierte parallel dazu im November 2021 für St. Louis in der National Hockey League (NHL). Im Folgejahr steigerte er seine persönlichen Statistiken in der AHL deutlich auf 92,1 % gehaltener Schüsse und fünf Shutouts in 47 Einsätzen, sodass er ins AHL Second All-Star Team gewählt wurde. Zugleich empfahl er sich damit für die NHL, sodass er zur Spielzeit 2023/24 die Nachfolge von Thomas Greiss als zweiter Torhüter hinter Jordan Binnington antrat.

### International
Erste internationale Erfahrungen sammelte Hofer bei der U20-Weltmeisterschaft 2020, wo er mit der kanadischen U20-Auswahl die Goldmedaille gewann und daran mit fünf Siegen in sechs Spielen maßgeblichen Anteil hatte. Darüber hinaus führte er das gesamte Turnier in Fangquote (93,9 %) und Gegentorschnitt (1,60) an, sodass man ihn als besten Torhüter auszeichnete und ins All-Star-Team der WM wählte.
Sein Debüt für die A-Nationalmannschaft seines Heimatlandes gab er im weiteren Verlauf im Rahmen der Weltmeisterschaft 2023, an deren Ende ebenfalls der Weltmeistertitel stand. Hinter Sam Montembeault kam er dabei allerdings nur auf zwei Partien. Ebenso gehörte Hofer zum Aufgebot bei der Weltmeisterschaft 2024, als er  hinter Jordan Binnington zu einem Einsatz kam und am Turnierende Vierter wurde.

## Erfolge und Auszeichnungen
- 2018 Ed-Chynoweth-Cup-Gewinn mit den Swift Current Broncos
- 2020 WHL West Second All-Star Team
- 2023 Teilnahme am AHL All-Star Classic
- 2023 AHL Second All-Star Team

### International
- 2020 Goldmedaille bei der U20-Junioren-Weltmeisterschaft
- 2020 Bester Torwart der U20-Junioren-Weltmeisterschaft
- 2020 All-Star-Team der U20-Junioren-Weltmeisterschaft
- 2023 Goldmedaille bei der Weltmeisterschaft

## Karrierestatistik
Stand: Ende der Saison 2024/25

### International
Vertrat Kanada bei:
- U20-Junioren-Weltmeisterschaft 2020
- Weltmeisterschaft 2023
- Weltmeisterschaft 2024

(Legende zur Torhüterstatistik: GP oder Sp = Spiele insgesamt; W oder S = Siege; L oder N = Niederlagen; T oder U oder OT = Unentschieden oder Overtime- bzw. Shootout-Niederlage; Min. = Minuten; SOG oder SaT = Schüsse aufs Tor; GA oder GT = Gegentore; SO = Shutouts; GAA oder GTS = Gegentorschnitt; Sv% oder SVS% = Fangquote; EN = Empty Net Goal; 1 Play-downs/Relegation; Kursiv: Statistik nicht vollständig)